# سینمای دانمارک
سینمای دانمارک شامل فیلم‌های ساخته شده در دانمارک یا توسط کارگردانان دانمارکی می‌شود. از سال ۱۸۹۷ دانمارک در حال ساختن فیلم بوده‌است و از دهه ۱۹۸۰ روندی منظم در تولید فیلم داشته‌است که آن را تا حد زیادی مدیون تأمین بودجه از طرف بنیاد فیلم دانمارک که از طرف دولت حمایت می‌شود بوده‌است. فیلم‌های دانمارکی برای واقع‌گرایی، درونمایه‌های اخلاقی و مذهبی، رک بودن در مسائل جنسی و نوآوری‌های تکنیکی مورد توجه قرار گرفته‌اند.
فیلمساز دانمارکی، کارل تئودور درایر، یکی از بزرگترین کارگردانان تاریخ سینما محسوب می‌شود. از فیلمسازان برجسته دانمارکی در دوره جدید می‌توان لارس فون تریر که یکی از خالقان جنبش دوگما ۹۵ است، توماس وینتربرگ، سوزان بیر و  نیکلاس ویندینگ رفن را نام برد.